# Sipalni presek
Pri jedrski reakciji usmerimo vzporeden curek izstrelkov na tarčo z začetnimi jedri (npr. jedra vodika ali devterija). Navadno je to ploščica ali ploska posodica s plinom, na katero pravokotno pada curek izstrelkov. Vsak izstrelek, ki gre skozi tarčo ne sodeluje z jedri v tarči. Nekateri odletijo skozi tarčo naravnost naprej. Tisti, ki pa z jedrom interegirajo, se na jedrih sipljejo in odletijo iz tarče pod različnimi koti.
Zanima nas, kakšna je porazdelitev števila delcev, ki odletijo iz tarče, po kotu {\displaystyle \theta } glede na smer vpadnega curka. Prešteti moramo del sipanih elektronov ali oddanih delcev {\displaystyle \mathrm {d} N(\theta )} v določenem času {\displaystyle t}, ki jih zajame merilnik pod kotom {\displaystyle \theta }. Merjenje ponovimo pri drugih kotih {\displaystyle \theta } in dobimo porazdelitev po kotu {\displaystyle \theta }. Poznamo tudi številsko gostoto vpadnih delcev {\displaystyle j_{0}}. Količino, ki povezuje število sipanih delcev v delček prostorskega kota {\displaystyle \mathrm {d} \Omega } in vpadlo številsko gostoto delcev, vpeljemo kot diferencialni sipalni presek {\displaystyle {\mathrm {d} \sigma  \over \mathrm {d} \Omega }}. Velja:
{\displaystyle \mathrm {d} N(\theta )=j_{0}\left({\mathrm {d} \sigma  \over \mathrm {d} \Omega }\right)\mathrm {d} \Omega \!\,.}
{\displaystyle \mathrm {d} \Omega } je prostorski kot, pod katerim vidimo iz tarče vstopno odprtino detektorja. Z integracijo diferencialnega sipalnega preseka po celotnem prostroskem kotu dobimo t. i. totalni sipalni presek:
{\displaystyle \sigma _{T}=\int {\mathrm {d} \sigma  \over \mathrm {d} \Omega }\mathrm {d} \Omega \!\,.}
Medtem, ko se je diferencialni sipani presek nanašal le na delček prostorksega kota, totalni sipalni presek zadeva celoten prostorski kot.